# Berantevilla (kommun)
Berantevilla är en kommun i Spanien. Den ligger Álavaprovinsen i södra delen av den autonoma regionen Baskien i norra delen av landet, 260 km norr om huvudstaden Madrid. Antalet invånare är 459 (2024).